# Johan Anton August Lüdeke
Johan Anton August Lüdeke, född 24 augusti 1772 i Magdeburg, död 26 december 1838 i Stockholm, var en tysk-svensk luthersk präst, historiker och boksamlare; son till Christoph Wilhelm Lüdeke. 

## Biografi
Lüdeke föddes 24 augusti 1772 i Magdeburg. Han var son till kyrkoherden Christoph Wilhelm Lüdeke och Sophia Elisabeth Kohleisen i Stockholm. Lüdeke blev student vid Uppsala universitet höstterminen 1788 och student vid Göttingens universitet höstterminen 1791. Han blev filosofie magister i Göttingen 19 september 1798. Lüdeke prästvigdes 24 december 1799 i Uppsala och blev adjunkt vid Tyska S:ta Gertruds församling i Stockholm. Han blev extra ordinarie hovpredikant 17 juni 1801 och avlade pastoralexamen 7 april 1802. Lüdeke blev 4 juni samma år kyrkoherde i Tyska församlingen i Norrköping. Den 20 december 1807 bytte han denna tjänst mot den som andre pastor i Tyska församlingen i Stockholm och tillträdde 1808. År 1817 blev han ensam pastor där och 15 oktober 1818 teologie doktor. Lüdeke avled 26 december 1838 i Stockholm och begravdes 3 januari 1839 av rektorn A. G. F. Fresses.
Redan som student visade Lüdeke sig som en allvarlig specialforskare genom Dissertatio historica de ecclesia teutonica et templo S:tæ Gertrudis stockholmiense (1791) och fortsatte sina undersökningar över detta ämne. I arbetet Denkmal der Wiedereröffnung der deutschen Kirche in Stockholm (1823) utreds tyska släkter i Sverige och deras förgreningar. För övrigt utgav han några tal och predikningar. Hans dyrbara boksamling med omkring 600 handskrifter och över 14 000 band såldes 1840.

### Familj
Lüdeke gifte sig 8 mars 1825 med Gustava Carolina Wadström (död 1834). Hon var dotter till rådmannen och grosshandlaren Per Gustaf Wadström och Ulrica Magareta Linroth.

### Fotnoter
1. 1 2 3 4 5 6 7 8 9 10 11 12  Johan Alfred Westerlund & Axel Setterdahl, Linköpings stifts herdaminne, vol. 3, 1919, s. 165-168, läst: 30 november 2022.[källa från Wikidata]
2. 1 2 3  Meurling, Erik; Johan Alfred Westerlund, Johan Axel Setterdahl (1917-1919). Linköpings stifts herdaminne. 3. Linköping: Östgöta Correspondentens Boktryckeri AB. sid. 165-168. Libris 41149